# Buksewo
Buksewo (dodatkowa nazwa w j. kaszub. Bùksewò) – część wsi Upiłka w Polsce, położona w województwie pomorskim, w powiecie bytowskim, w gminie Lipnica, na Równinie Charzykowskiej w regionie Kaszub zwanym Gochami,  na skraju kompleksu leśnego Borów Tucholskich. Wchodzi w skład sołectwa Borowy Młyn.
W latach 1975–1998 Buksewo należało administracyjnie do województwa słupskiego.